# Hugh Laurie
James Hugh Calum Laurie (Oxford, 11 giugno 1959) è un attore, comico e musicista britannico, noto per il ruolo del dottor Gregory House, protagonista della serie televisiva Dr. House - Medical Division.
In Gran Bretagna ottenne i primi successi come membro del duo comico "Fry and Laurie" (formato con Stephen Fry), e successivamente per la sua partecipazione alla serie della BBC The Black Adder.
Ha vinto, nel 2006 e nel 2007, il Golden Globe per il miglior attore in una serie drammatica per Dr. House - Medical Division e nel 2017 il Golden Globe per il miglior attore non protagonista in una serie, miniserie o film tv per The Night Manager. Ha inoltre ricevuto altre cinque candidature, di cui quattro per House e una come produttore di The Night Manager.

## Biografia

### Gioventù e studi
Nato nel 1959 a Oxford da una famiglia molto ricca, è il minore di quattro figli (ha un fratello di sei anni maggiore di lui e due sorelle). Sua madre, Patricia Laidlaw, morì di sclerosi laterale amiotrofica nel 1989. Il padre, Ran Laurie, era un medico ed un atleta: vinse la medaglia d'oro di canottaggio alle Olimpiadi del 1948 a Londra.
Sebbene educato in un nucleo familiare presbiteriano, ora si dichiara ateo. È cresciuto a Oxford, dove si è formato alla Dragon School. Successivamente ha frequentato l'Eton College e poi il Selwyn College, uno dei collegi costituenti dell'Università di Cambridge, alla facoltà di antropologia ed archeologia, dove ottiene un Third-Class Honours degree.
Come il padre, è stato un canottiere sia al college che all'università; nel 1977 ha vinto le Nazionali Britanniche nella categoria juniores, prima di rappresentare, con il suo co-partner, il Britain Youth Team al Campionato Mondiale Giovanile del 1977. Nel 1980 col suo partner di canottaggio, J.S. Palmer, ha gareggiato con il team degli Eton Vikings per i Silver Goblets. Successivamente ha vinto un Blue durante la gara di canottaggio fra Cambridge e Oxford del 1980, che Cambridge perse solo per un metro e mezzo. Hugh è membro del Leander Club, uno dei club di canottaggio più antichi e prestigiosi.
Costretto ad abbandonare il canottaggio perché ammalatosi di mononucleosi, decide di unirsi alla compagnia teatrale dei Footlights di Cambridge. Lì incontra Emma Thompson, con cui ha una breve relazione: è lei a presentargli il suo futuro amico Stephen Fry.
Nel 1980-81, durante il suo ultimo anno all'università, Laurie viene eletto presidente dei Footlights, con Emma Thompson come vice; il loro spettacolo di fine corso, The Cellar Tapes, vince il Perrier Award all'Edinburgh Fringe. Scritto principalmente da Laurie e Fry, il cast era formato anche dalla Thompson, da Tony Slattery, Paul Shearer e Penny Dwyer.

### Primi ruoli
Il sodalizio fra Hugh Laurie e Stephen Fry continua negli anni successivi con gli sketch di A Bit of Fry and Laurie e la serie televisiva Jeeves e Wooster, adattamento delle storie di P. G. Wodehouse, dove Laurie interpreta Bertie Wooster, un ruolo che gli ha permesso di mettere in luce le sue doti musicali di pianista e cantante.
Negli anni successivi è impegnato in alcuni film: Gli amici di Peter (1992), Ragione e sentimento (Sense and Sensibility) (1995), La maschera di ferro (1998), Maybe Baby (2000) e nella serie degli Stuart Little.
Nel 1998, ha partecipato ad un episodio della sitcom Friends come il gentiluomo dell'aeroplano che nell'episodio Il matrimonio di Ross (2) tratta con cinismo e incomprensione la vicina di posto sull'aereo, Rachel.
Nel 2004, nel film Il volo della fenice, remake dell'omonimo film del 1965, interpreta Ian, lo scorbutico e irrispettoso dirigente di una compagnia petrolifera che, insieme al suo staff, rimane vittima di un incidente di volo, precipitando nel deserto del Gobi.

### Il successo

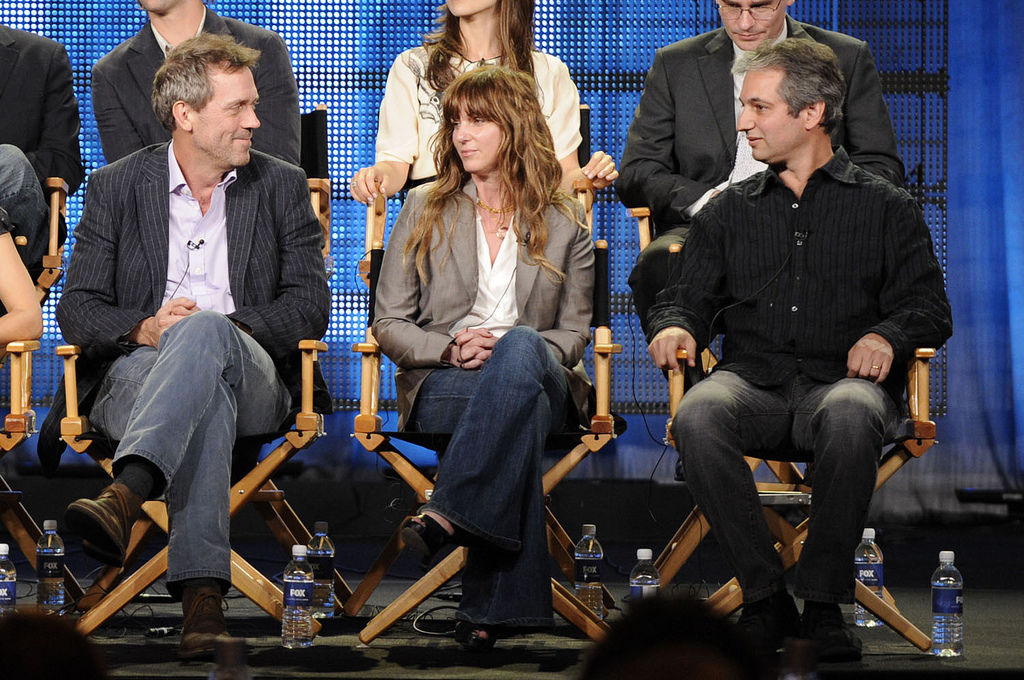
Hugh Laurie con Katie Jacobs e David Shore, rispettivamente produttrice esecutiva e ideatore di Dr. House - Medical Division

Conosciuto soprattutto per aver interpretato personaggi inglesi prevalentemente comici, Laurie ha ottenuto un vero riconoscimento con la serie della Fox Dr. House - Medical Division, nella parte del geniale e misantropo dottor Gregory House. All'apparenza irascibile e poco socievole, in realtà nel succedersi delle puntate il personaggio si rivela molto più complesso. Questo ruolo gli ha fruttato la vittoria del Golden Globe come miglior attore per serie televisive drammatiche per due anni consecutivi (2006 e 2007), la TCA Award e una nomination agli Emmy Awards.
Dal 2015 al 2019 interpreta il personaggio ricorrente del senatore Tom James nella serie televisiva dell'HBO Veep - Vicepresidente incompetente.
Tra il 2016 ed il 2017 è il protagonista della serie televisiva Chance, in cui interpreta il neuropsichiatra Eldon Chance.
Nel 2017 è il principale antagonista della miniserie televisiva The Night Manager, che lo porterà a vincere il Golden Globe per il miglior attore non protagonista in una serie nel 2017.

## Scrittore
Nel 1996 esordisce anche come romanziere, pubblicando il thriller comico Il venditore di armi.
Dopo il primo romanzo, è stato annunciato che Laurie stesse scrivendo un sequel intitolato The Paper Soldier. Amazon.com ha annunciato settembre 2007 come data di uscita, aprendo le prevendite. Oltrepassata quella data, l'uscita del secondo romanzo è stata spostata a settembre 2009. Quando, oltrepassata anche questa data, il libro non era ancora uscito, è Hugh Laurie stesso ad affermare di non aver mai cominciato a scrivere.

## Vita privata
Dal 1989 è sposato con l'architetto e amministratrice teatrale Joanna Green. Hanno tre figli: Charles (1988), Bill (1991) e Rebecca (1993). Fa parte della Band from TV.
Nel maggio 2007 è stato insignito dalla Regina Elisabetta II della decorazione Most Excellent Order of the British Empire. 
Laurie ha dichiarato di sentirsi abbandonato dal suo Paese. Infatti, in relazione al fatto che nella serie Dr. House il suo personaggio parla con accento statunitense, ha affermato: Non mi offrono più copioni; a quanto pare gira l'idea che mi sia venduto.

Laurie è ateo: 

## Filmografia

### Attore

#### Cinema
- Plenty, regia di Fred Schepisi (1985)
- Spalle nude (Strapless), regia di David Hare (1989)
- Gli amici di Peter (Peter's Friends), regia di Kenneth Branagh (1992)
- A Pin for the Butterfly, regia di Hannah Kodichek (1994)
- Ragione e sentimento (Sense and Sensibility), regia di Ang Lee (1995)
- La carica dei 101 - Questa volta la magia è vera (101 Dalmatians), regia di Stephen Herek (1996)
- I rubacchiotti (The Borrowers), regia di Peter Hewitt (1997)
- Spice Girls - Il film (Spice World), regia di Bob Spiers (1997)
- La cugina Bette (Cousin Bette), regia di Des McAnuff (1998)
- La maschera di ferro (The Man in the Iron Mask), regia di Randall Wallace (1998)
- Stuart Little - Un topolino in gamba (Stuart Little), regia di Rob Minkoff (1999)
- Maybe Baby, regia di Ben Elton (2000)
- La ragazza di Rio (Chica de Río), regia di Christopher Monger (2002)
- Stuart Little 2, regia di Rob Minkoff (2002)
- Il volo della fenice (Flight of the Phoenix), regia di John Moore (2004)
- La notte non aspetta (Street Kings), regia di David Ayer (2008)
- Scusa, mi piace tuo padre (The Oranges), regia di Julian Farino (2011)
- Mr. Pip, regia di Andrew Adamson (2013)
- Tomorrowland - Il mondo di domani (Tomorrowland), regia di Brad Bird (2015)
- Holmes & Watson - 2 de menti al servizio della regina (Holmes & Watson), regia di Etan Cohen (2018)
- La vita straordinaria di David Copperfield (The Personal History of David Copperfield), regia di Armando Iannucci (2019)

#### Televisione
- Cambridge Footlights Revue, regia di John Kilby – film TV (1982)
- There's Nothing to Worry About! – serie TV, episodi 1x01 - 1x02 - 1x03 (1982)
- The Crystal Cube, regia di John Kilby – film TV (1983)
- Alfresco – serie TV, 13 episodi (1983-1984)
- The Young Ones – serie TV, episodio 2x01 (1984)
- Mrs. Capper's Birthday, regia di Mike Ockrent – film TV (1985)
- Happy Families – serie TV, episodi 1x01 - 1x06 (1985)
- The Black Adder – serie TV, 14 episodi (1986-1989) - George
- Girls On Top – serie TV, episodio 2x02 (1986)
- The Laughing Prisoner, regia di Chris Gabrin e Geoff Wonfor – film TV (1987)
- A Bit of Fry and Laurie – serie TV, 26 episodi (1987-1995)
- Jeeves and Wooster – serie TV, 23 episodi (1990-1993)
- Tracey Takes On... – serie TV, episodi 1x04 - 1x08 (1996)
- Murder Most Horrid – serie TV, episodio 3x04 (1996)
- Friends – serie TV, episodio 4x24 (1998)
- Judy Garland (Life with Judy Garland: Me and My Shadows), regia di Robert Allan Ackerman – miniserie TV (2001)
- Spooks – serie TV, episodi 1x04 - 1x05 (2002)
- Fortysomething – serie TV, 6 episodi (2003)
- The Young Visiters, regia di David Yates – film TV (2003)
- Dr. House - Medical Division (House, M.D.) – serie TV, 177 episodi (2004-2012) - Gregory House
- Veep - Vicepresidente incompetente – serie TV, 20 episodi (2015-2019)
- The Night Manager – miniserie TV, 6 puntate (2016)
- Chance – serie TV, 15 episodi (2016-2017)
- Catch-22 – miniserie TV, 6 puntate (2019)
- Avenue 5 – serie TV, 17 episodi (2020-2022)
- Agatha Christie - Perché non l'hanno chiesto a Evans? (Why Didn't They Ask Evans?) – miniserie TV, 3 puntate (2022)
- Tutta la luce che non vediamo (All the Light We Cannot See) – miniserie TV (2023)

### Doppiatore
- The Legends of Treasure Island – serie TV, 8 episodi (1993)
- Il mondo di Peter Coniglio e dei suoi amici (The World of Peter Rabbit and Friends) – serie TV, episodio 1x09 (1995)
- The Snow Queen, regia di Martin Gates (1995)
- The Adventures of Mole, regia di Martin Gates – film TV (1995)
- Si salvi chi può! Arriva Dennis (Dennis the Menace & Gnasher) – serie TV, episodio 1x02 (1996)
- The Snow Queen's Revenge, regia di Martin Gates (1996)
- Treasure Island, regia di Dino Athanassiou (1997)
- Il brutto anatroccolo (The Ugly Duckling), regia di David Elvin (1997)
- Carnivale, regia di Deane Taylor (2000)
- Seconda stella a sinistra (Second Star to the Left), regia di Graham Ralph – film TV (2001)
- Stuart Little – serie TV, 6 episodi (2003)
- The Tale of Jack Frost, regia di Neil Graham e Alastair Swinnerton – film TV (2004)
- Valiant - Piccioni da combattimento (Valiant), regia di Gary Chapman (2005)
- Stuart Little 3 - Un topolino nella foresta (Stuart Little 3: Call of the Wild), regia di Audu Paden (2005)
- I Griffin (Family Guy) – serie TV, episodi 3x04 - 8x09 (2001-2009)
- Mostri contro alieni (Monsters vs. Aliens), regia di Rob Letterman e Conrad Vernon (2009)
- Mostri contro alieni - Zucche mutanti venute dallo spazio (Monsters vs Aliens: Mutant Pumpkins from Outer Space), regia di Peter Ramsey – film TV (2009)
- I Simpson (The Simpsons) – serie TV, episodio 22x04 (2010)
- Hop, regia di Tim Hill (2011)
- Il figlio di Babbo Natale (Arthur Christmas), regia di Sarah Smith (2011)
- Il prodigioso Maurice (The Amazing Maurice), regia di Toby Genkel e Florian Westermann (2022)

### Regista
- Fortysomething – serie TV, episodi 1x01 - 1x02 - 1x03 (2003)
- Dr. House - Medical Division (House, M.D.) – serie TV, episodi 6x17 - 8x19 (2010-2012)
- Agatha Christie - Perché non l'hanno chiesto a Evans? (Why Didn't They Ask Evans?) – miniserie TV, 3 puntate (2022)

## Discografia

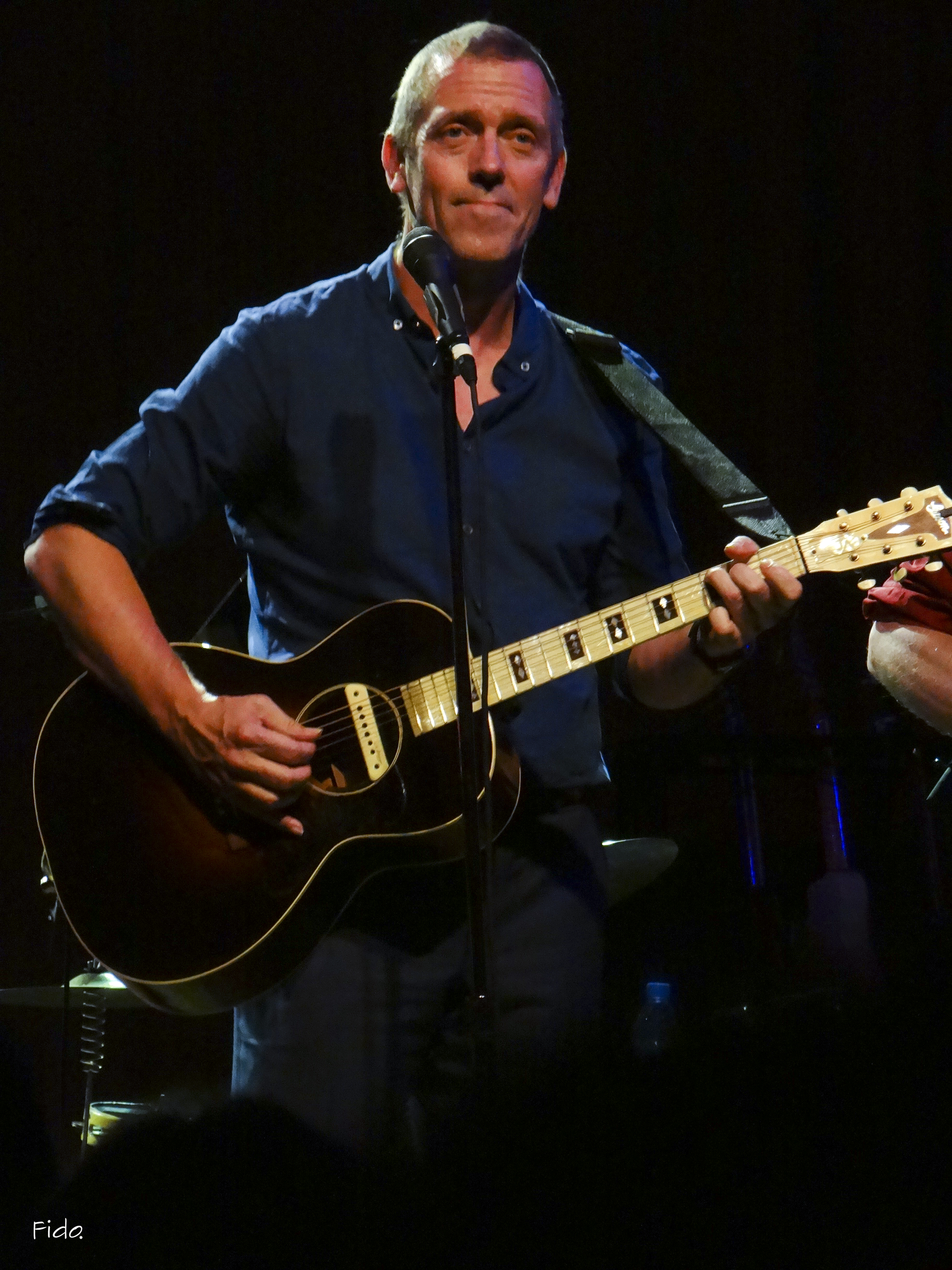
Hugh Laurie si esibisce al Montreux Jazz Festival 2012

### Album
- 2011 - Let Them Talk
- 2013 - Didn't It Rain

### Singoli
- 2011 - You Don't Know My Mind
- 2011 - Winin' Boy Blues
- 2013 - Wild Honey

### Collaborazioni
- 2010 - If I Can't Have You (Meat Loaf feat. Kara DioGuardi e Hugh Laurie), dall'album Hang Cool Teddy Bear

## Videografia
- Experiment IV, del singolo del 1986 di Kate Bush

## Riconoscimenti
- Golden Globe
  - 2006 - miglior attore in una serie drammatica per Dr. House - Medical Division[1]
  - 2007 - miglior attore in una serie drammatica per Dr. House - Medical Division[1]
  - 2008 - Candidatura per il Miglior attore in una serie drammatica per Dr. House - Medical Division[1]
  - 2009 - Candidatura per il miglior attore in una serie drammatica per Dr. House - Medical Division[1]
  - 2010 - Candidatura per il miglior attore in una serie drammatica per Dr. House - Medical Division[1]
  - 2011 - Candidatura per il miglior attore in una serie drammatica per Dr. House - Medical Division[1]
  - 2017 - Miglior attore non protagonista in una serie, mini-serie o film per la televisione per The Night Manager[1]
  - 2017 - Candidatura alla miglior miniserie o film per la televisione per The Night Manager[1]

- Premio Emmy
  - 2005 - Candidatura per il miglior attore protagonista in una serie drammatica per Dr. House - Medical Division
  - 2007 - Candidatura per il miglior attore protagonista in una serie drammatica per Dr. House - Medical Division
  - 2008 - Candidatura per il miglior attore protagonista in una serie drammatica per Dr. House - Medical Division
  - 2009 - Candidatura per il miglior attore protagonista in una serie drammatica per Dr. House - Medical Division
  - 2009 - Candidatura per la miglior serie drammatica
  - 2010 - Candidatura per il miglior attore protagonista in una serie drammatica per Dr. House - Medical Division
  - 2011 - Candidatura per il miglior attore protagonista in una serie drammatica per Dr. House - Medical Division
  - 2016 - Candidatura per il miglior attore non protagonista in una miniserie per The Night Manager
  - 2016 - Candidatura per la miglior miniserie per The Night Manager

## Libri
- Il venditore di armi (1996)

## Doppiatori italiani
Nelle versioni in italiano delle opere in cui ha recitato, Hugh Laurie è stato doppiato da: 
- Luca Biagini ne I rubacchiotti, Maybe Baby, Dr. House - Medical Division (st. 7-8), Scusa, mi piace tuo padre, Hugh Laurie - Down by the River, Tomorrowland - Il mondo di domani, Veep - Vicepresidente incompetente, The Night Manager, Chance, Holmes & Watson - 2 de menti al servizio della regina, Catch-22, La vita straordinaria di David Copperfield, Agatha Christie - Perché non l'hanno chiesto a Evans?, Tutta la luce che non vediamo
- Antonio Sanna in Stuart Little - Un topolino in gamba, Stuart Little 2, La ragazza di Rio
- Sergio Di Stefano in Dr. House - Medical Division (st. 1-6), La notte non aspetta
- Gino La Monica in Spooks, La cugina Bette
- Roberto Chevalier in Ragione e sentimento
- Francesco Prando ne Gli amici di Peter
- Luciano Roffi in Spice Girls - Il film
- Ennio Coltorti in La carica dei 101 - Questa volta la magia è vera
- Vladimiro Conti in Friends
- Simone Mori in La maschera di ferro
- Saverio Indrio ne Il volo della fenice

Da doppiatore è sostituito da:
- Sergio Di Stefano in Mostri contro alieni, Valiant - Piccioni da combattimento, Mostri contro alieni - Zucche mutanti venute dallo spazio, I Griffin (ep. 8x09)
- Saverio Indrio in Stuart Little (serie animata)
- Antonio Sanna in Stuart Little 3 - Un topolino nella foresta
- Ivo De Palma ne Il mondo incantato di Peter Coniglio
- Pino Insegno in Seconda stella a sinistra
- Marco Mete in Hop
- Fabrizio Pucci ne Il figlio di Babbo Natale
- Franco Mannella ne Il prodigioso Maurice
- Luca Biagini ne Il fantasma di Canterville